# Johann Jost Textor
Johann Jost Textor (Frankfurt am Main, 17 september 1739 - aldaar, 23 december 1792) was een Duits politicus die junior burgemeester (Jüngere Bürgermeister) van Frankfurt am Main is geweest.

## Levensloop
Textor was de enige zoon van Johann Wolfgang Textor (1693-1771), burgemeester van Frankfurt am Main en Anna Margarethe Lindheimer (1711-1783). Johann Jost Textor studeerde rechten en was advocaat. Hij trouwde op 17 februari 1766 met Maria Margaretha Möller. Net als zijn vader maakte hij carrière in de stadspolitiek en hij was lid van de Frankfurter Rat (gemeenteraad van Frankfurt). In 1783 was hij junior burgemeester (Jüngere Bürgermeister) van Frankfurt am Main en in 1788 werd hij tot schepen gekozen.
Johann Jost Textor was de oom van dichter-schrijver Johann Wolfgang von Goethe.